# Kleinbahn im Westfalenpark
Koordinaten: 51° 29′ 46,5″ N, 7° 28′ 36,5″ O
| Die Kleinbahn unterhalb des Florianturms |                     |                |                |
| Streckenlänge: | 2,7 km              |                |                |
| Spurweite: | 600 mm (Schmalspur) |                |                |
| Streckengeschwindigkeit: | 15 km/h             |                |                |
| |                     |                |                |
| \| \| \| \| \| \| \| 0 \| Am Turm \| Am Turm \| \| \| 0,3 \| Depot \| Depot \| \| \| 1,1 \| Zum Spielplatz \| Zum Spielplatz \| \| \| 1,5 \| Buschmühle \| Buschmühle \| \| \| \| \| \| |                     |                |                |
| Strecke von links · Strecke von rechts |                     |                |                |
| Strecke geradeaus · Bahnhof | 0                   | Am Turm        | Am Turm        |
| Strecke · Abzweig geradeaus und von links · Betriebs-/Güterbahnhof Streckenende und quer                                                                                                | 0,3                 | Depot          | Depot          |
| Strecke · Haltepunkt / Haltestelle | 1,1                 | Zum Spielplatz | Zum Spielplatz |
| ehemaliger Bahnhof · Strecke | 1,5                 | Buschmühle     | Buschmühle     |
| Strecke nach links · Strecke nach rechts |                     |                |                |

Die Kleinbahn im Westfalenpark ist eine Parkeisenbahn mit 600 mm Spurweite im Dortmunder Westfalenpark.

## Strecke

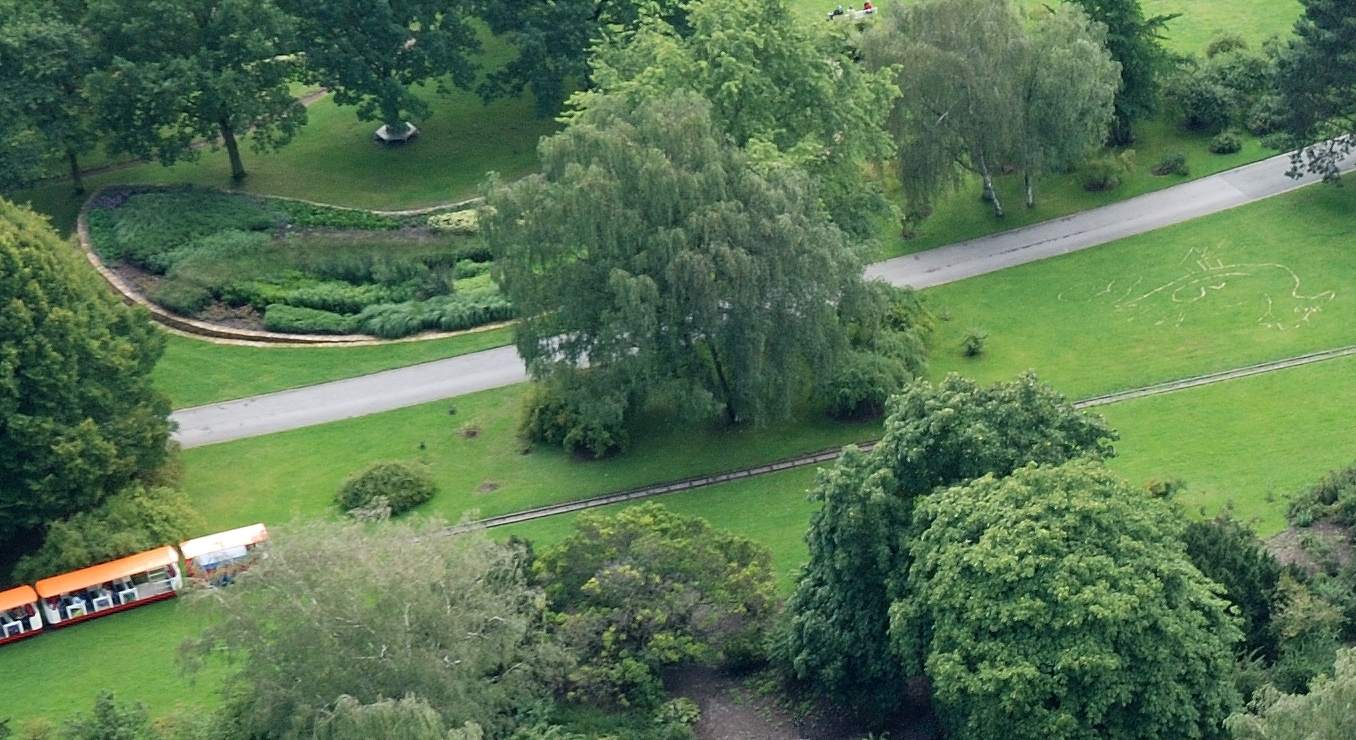
Die Parkeisenbahn vom Florianturm aus gesehen

Die Bahnanlage in Dortmund besteht seit der Bundesgartenschau 1959 in beinahe unveränderter Lage; die Strecke ist etwa 2700 Meter lang, eingleisig, zu einer Schleife geschlossen und weist eine Spurweite von 600 mm auf. Sie wird ausschließlich im Uhrzeigersinn befahren. Der Gleiskörper ist mit feldbahnähnlichen Schienenprofilen auf Holzschwellen in Kiesbettung ausgeführt.
Insgesamt umfasst die Strecke zwei Bahnhöfe mit jeweils zwei Gleisen, „Am Turm“ und „Buschmühle“, einen weiteren Haltepunkt, „Zum Spielplatz“, ein sechsgleisiges Depot, neun Weichen, davon zwei Doppelweichen im Depotbereich und 31 Wegübergänge.
Das Depot befindet sich im Nordosten des Parks. Es wurde 1959 als Holzkonstruktion mit vier Gleisen erbaut und zur Gartenschau 1969 um zwei Gleise erweitert und neu aufgebaut. Dieser Bau wurde ca. 2005 erneuert. Dazu wurde das Vorgängerbauwerk bis auf eine Außenwand abgerissen und die heutige Stahlkonstruktion mit Blechverkleidung neu errichtet. Die früher für Dieselloks genutzte Tankstelle direkt vor der Halle wurde zwischenzeitlich abgebaut, ist aber noch zu erkennen.
Da die Abzweigweiche von der Strecke zum Depot entgegen der Fahrtrichtung auf der Strecke zu befahren ist, können die Züge direkt aus dem Depot in den Einsatz fahren, müssen hierbei jedoch fast eine ganze Runde bis zum Beginn der ersten Fahrt zurücklegen. Um ins Depot einzurücken, müssen sie hingegen über die Abzweigweiche hinwegfahren und dann ins Depot zurückdrücken.

## Fahrzeuge

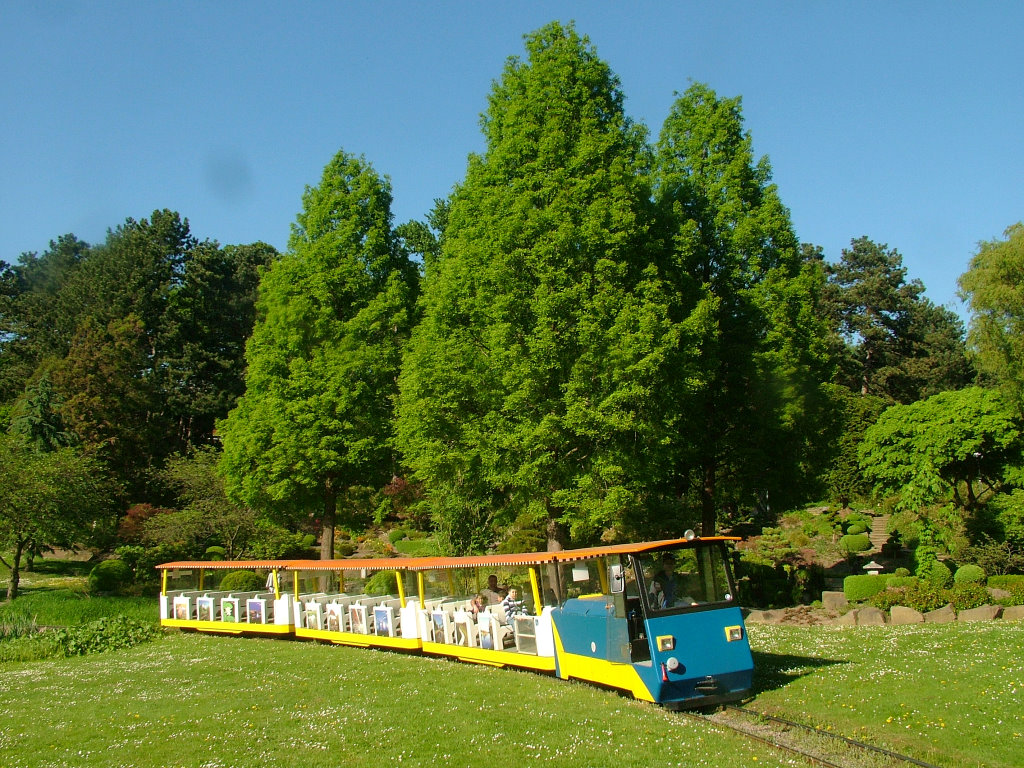
Der „blaue“ Zug im Mai 2011

Seit der Bundesgartenschau 1991 wird die Bahn mit fünf Zuggarnituren betrieben, die aus jeweils einer Lok und drei Wagen bestehen. Diese Züge wurden durch die Firma Intamin zur IGA 1983 entwickelt. Die Lokomotiven sind komplett neu entwickelt. Sie beziehen ihre Antriebsenergie aus einem mitgeführten Akkumulator, ähnlich denen von auf Grubenbahnen eingesetzten Loks. Das Äußere ist zweckmäßig gestaltet mit einem vorn angeordneten Führerstand mit großer Frontscheibe und einem Dach ähnlich dem der Wagen über die gesamte Länge des Fahrzeugs. Die Loks haben eine elektrische Betriebs- und eine pneumatische Haltebremse, die Höchstgeschwindigkeit beträgt 15 km/h. Die neuen Wagen unterscheiden sich vor allem durch die Ausführung der Aufbauten aus Kunststoff von der alten Bauart. Als Neuerung von 1991 bieten die Züge Platz für jeweils zwei Rollstühle.
Die fünf Zuggarnituren zuzüglich des Prototyps der Akkulokomotiven als Reserve kommen im Westfalenpark abwechselnd zum Einsatz.

## Betrieb

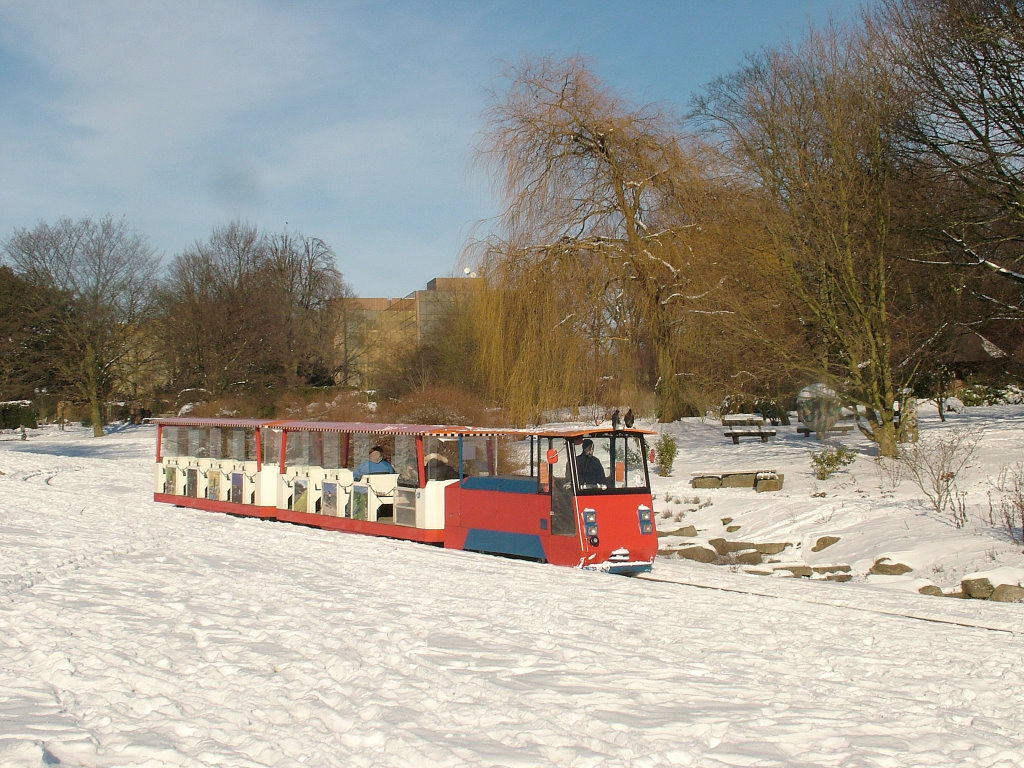
An Wochenenden finden auch im Winter Fahrten statt

Die Züge verkehren von Mai bis zum Jahresende täglich vom Vormittag bis zum frühen Abend im Halbstundentakt, bei schlechter Witterung kann der Betrieb eingestellt werden. Zusätzlich können Sonderzüge eingesetzt werden. Seit dem Jahresende 2007 verkehrt die Kleinbahn auch im Januar und Februar an Sonntagen. Unabhängig vom Einstiegsort wird ein einheitlicher Fahrpreis erhoben.
Ausgangspunkt der Fahrt ist der Bahnhof „Am Turm“ direkt unterhalb des Florianturms. Die Fahrtstrecke führt von hier zunächst nach Nordosten unter der ebenfalls 1959 errichteten Seilbahn hindurch zum Rosengarten. Nach wenigen hundert Metern wird der Abzweig zum Depot erreicht, danach wendet sich die Strecke nach Süden und führt am Puppentheater vorbei in Richtung des Buschmühlenteichs. Nach dem Passieren des Haltepunkts „Zum Spielplatz“ (früher auch „Am Spielbogen“) wird der Teich auf der Südseite umfahren. Direkt am Eingang Buschmühle findet sich auch die gleichnamige Station, welche jedoch derzeit nicht bedient wird. In einer Steigung führt die Strecke wieder nach Norden, in der Nähe des Sonnensegels vorbei bis in den Nordwestteil des Parks und dort in einer engen Kurve und einer langgestreckten Geraden wieder zum Ausgangspunkt der Fahrt zurück.

## Geschichte

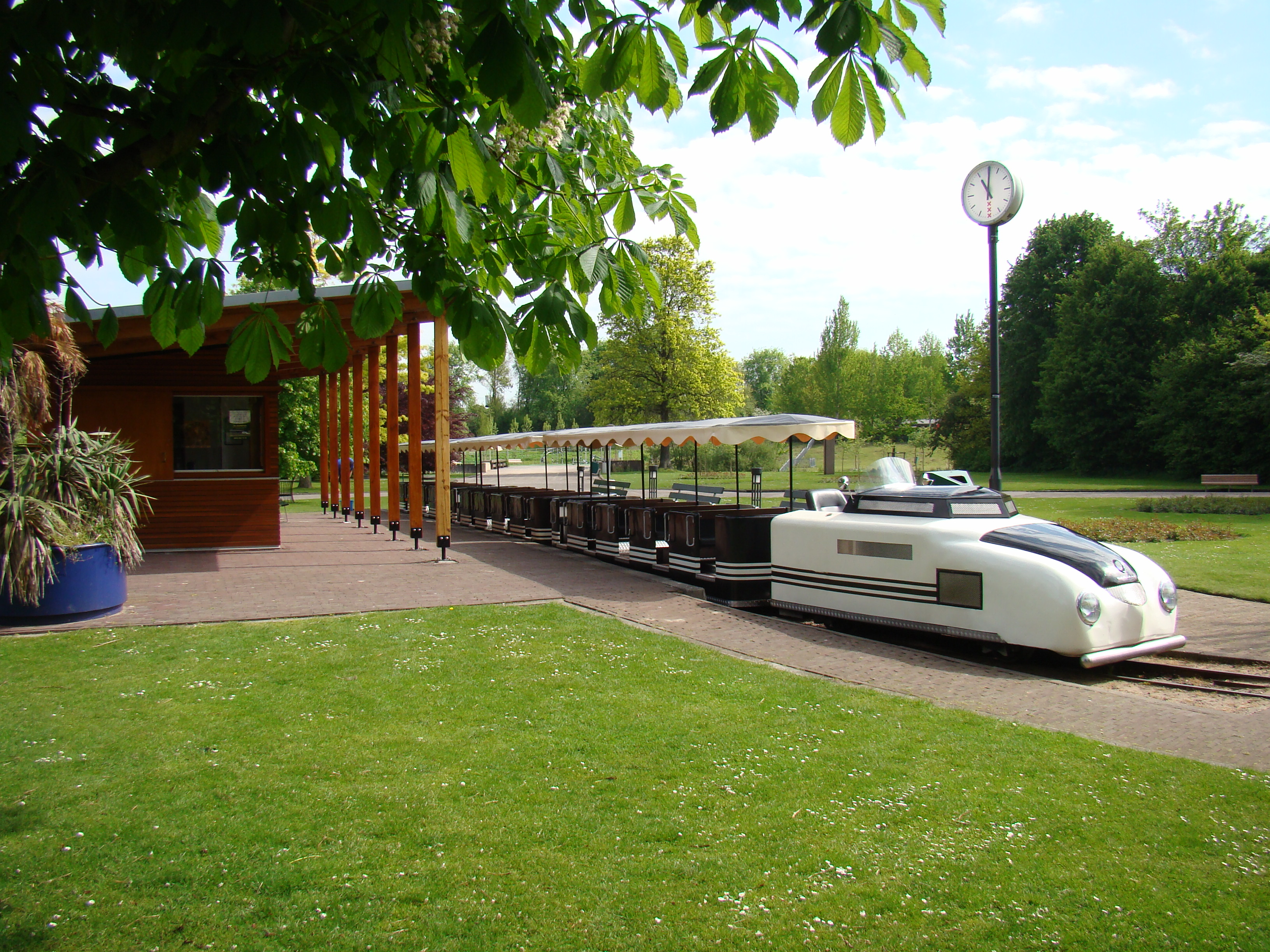
Der Amsteltrein, eine komplett erhaltene Zuggarnitur aus Dortmund von 1959

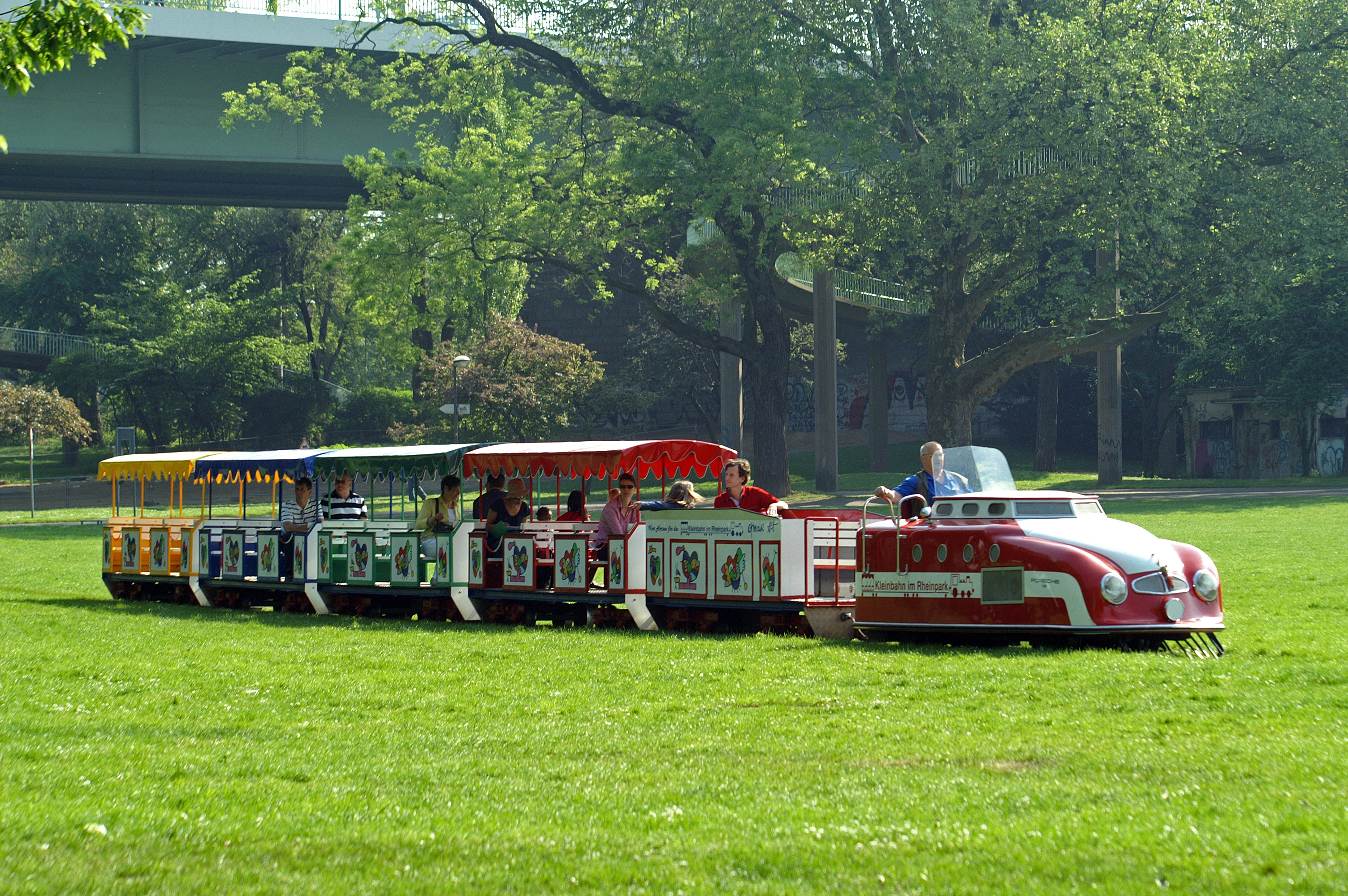
Eine aus dem Westfalenpark stammende Diesellok („Porsche-Lok“) 2011 im Rheinpark

Die Bahn wurde zusammen mit dem Westfalenpark zur Bundesgartenschau 1959 eröffnet. Wie bereits bei der Reichsgartenschau 1938 in Essen mit der Grugabahn, im darauf folgenden Jahr  bei der Reichsgartenschau 1939 in Stuttgart mit der Killesbergbahn und zur Bundesgartenschau 1957 in Köln wurde das ca. 60 Hektar große Ausstellungsgelände mit einer schmalspurigen Eisenbahnstrecke erschlossen. Diese diente gleichermaßen als Fahrgeschäft und Möglichkeit zur Erkundung des Parks. Im Gegensatz zu den bisherigen Bahnen wurde in Dortmund jedoch keine Liliput-Dampfbahn auf 381 mm Spur erbaut, sondern eine damals neuartige Parkbahnanlage mit Gleisen von 600 mm Spurweite, auf der die Züge von modern gestalteten Lokomotiven mit Benzinmotor gezogen wurden. Innerhalb der Rasenflächen des Parks war die ursprüngliche Bahnanlage mit Rasengleisen ausgestattet.
Für die Bundesgartenschau 1959 wurden damals neuartige Lokomotiven und Züge entwickelt. Zunächst waren vier der heute als „Porscheloks“ bezeichneten Zugmaschinen im Einsatz. Dazu standen jeweils drei vierachsige Personenwaggons zur Verfügung. Eine weitere Lok wurde noch im Jahr 1959 ausgeliefert und als Reserve genutzt. Die Gestaltung der Frontpartie der Loks war unter Verwendung von Bauteilen des DKW 3=6 an die Optik des Porsche 356 angelehnt, angetrieben wurden sie von einem Porsche-Industriemotor mit 1600 Kubikzentimetern Hubraum und einer Leistung von 56 PS. Insgesamt orientierte sich die Formgebung an dem Ende der 1950er Jahre modernen TEE-Triebzug. Die Bahnen entstanden nach einer Idee des Kaufmanns Henry Escher. Es handelte sich dabei um die ersten fünf von wahrscheinlich vierzehn gebauten Lokomotiven dieser Bauart, die in späteren Jahren auf weiteren Gartenschaubahnen verkehrten.
Die Dortmunder Zuggarnituren wurden zeitweilig auch in anderen Parks eingesetzt. Einige Züge fuhren in Hamburg in Planten un Blomen zu den Internationalen Gartenbauausstellungen 1963 und 1973. Seit den 1970er Jahren ist eine komplette Zuggarnitur der ersten Bauserie der Dortmunder Züge in Amsterdam im Einsatz. Als Amsteltrein verkehrt sie auf einem Rundkurs im Amstelpark.
Auch bei der Bundesgartenschau 1971 in Köln fuhren Parkbahnen aus Dortmund auf dem Ausstellungsgelände. Die in Köln verkehrenden Züge wurden anschließend wieder nach Dortmund überführt. Eine erhaltene Lokomotive der ersten in Dortmund eingesetzten Serie von 1959 wurde 2001 an die Kleinbahn im Rheinpark Köln verkauft, dort restauriert und verkehrt zu besonderen Anlässen als „Porsche Lok“ im Rheinpark. Eine weitere Lokomotive ist bei Intamin erhalten und meist unzugänglich abgestellt, befand sich aber zum 50-jährigen Jubiläum von Park und Bahn als Ausstellungsstück im Westfalenpark.
Die Bahn wurde nach der Gartenschau 1959 nicht wie andere Gartenschaubahnen abgebaut, sondern als Teil des Westfalenparks durch die Henry Escher KG weiter betrieben. Sie kam somit auch bei den weiteren Bundesgartenschauen in Dortmund in den Jahren 1969 und 1991 zum Einsatz. Seit 1991 werden die aktuellen Zuggarnituren mit Akkumulator-Antrieb eingesetzt. Heutiger Betreiber der Bahn ist seit 1990 die Firma Intamin Bahntechnik und Betriebsgesellschaft mbH & Co KG. Zuvor hatte diese sämtliche Anlagen und Fahrzeuge vom bisherigen Betreiber übernommen.

## Vorübergehende Außerbetriebnahme wegen Bergschäden
Im Herbst 2024 wurde die Kleinbahn „infolge möglicher Bergbauschäden“ außer Betrieb genommen.  Am Samstag, dem 7. Juni 2025 konnte der Betrieb wieder aufgenommen werden. Die als Ersatz zwischenzeitlich eingeführte Wegebahn (gummibereifte Bimmelbahn) wird auch weiterhin betrieben.